# Aliturus griseopubescens
Aliturus griseopubescens é uma espécie de coleóptero da subfamília Philinae. Que ocorre apenas em Madagascar.